# Papp Béla (pedagógus)
Állampolgársága: magyar, román
Papp Béla (Dés, 1936. augusztus 12. - 2023 augusztus 19.) erdélyi magyar pedagógiai író.

## Életútja
Középiskolát szülővárosában, Désen végzett (1954), a Bolyai Tudományegyetemen magyar-pedagógia szakos diplomát szerzett (1959). Pályáját Sarmaságon az általános iskolánál kezdte, 1961-ben a szilágysomlyói általános iskolához került, 1968-tól ugyanitt a líceum magyar szakos tanára lett. 1989-ben Magyarországra távozott; a budapesti Leövey Klára Gimnáziumban tanított.

## Munkássága
Első cikkét a Tanügyi Újság közölte (1963). Pedagógiai és helytörténeti írásaival a nagyváradi Fáklyában jelentkezett, ahol Ady-ereklyék Szilágysomlyón című beszámolójával járult hozzá a költő erdélyi emlékezetének feltárásához (1969). Daday Loránd és Mártonffy István orvos életművével kapcsolatban több cikke, tanulmánya jelent meg. Az Utunk, A Hét, a Művelődés munkatársa volt, a Tanügyi Újságban a kutatómunka kisműhelyeiről számolt be, az anyanyelvi órák gyermekrajzairól írt (1984). Magyarországi (Pesti Hírlap, Köznevelés, Fejérmegyei Hírlap, Délsziget) és nyugati magyar lapokban (Bécsi Napló, Életünk) a kisebbségi sorssal, a szülőföldtől elszakadt ember életérzésével foglalkozott (1991-92).

## Munkái
- Contribuții la monografia liceului "Simion Bărnuțiu" din Șimleu-Silvaniei (társszerző, Nagyvárad 1970)
- Irodalomtanítás a szaktanteremben (1981, Tanári Műhely-sorozat IV.)